# Tarka képzelet
A Tarka képzelet 2003-ban bemutatott (2001-ben és előtte készült) kísérleti játékfilm-sorozat, amely modern képalkotói technikákat alkalmaz. A dvd-n három világhírű festő (Renoir, Rousseau és Bruegel) álmai elevenednek meg Groó Diana (aki forgatókönyvíró és rendező egyben) képzeletének közvetítésével.

## Cselekmény
A dvd-n három kisfilmet láthatunk: 
- Renoir álmai

Pierre-Auguste Renoir impresszionista festő, aki a fény és pillanatnyi benyomások ecsettel történő képalkotási módszerét alkalmazta képei vászonravitelénél. A film híres múzeumok eredeti képeit megelevenítve, (pl. A hinta, Esernyők stb.) a szereplőket korhű jelmezekbe öltöztetve mutatja be az alkotói miliőt.
Szereplők: Benkő Nóra, Buza Tímea, Hajdú Szabolcs, Kalmár Attila, Müller Juli, Pikali Gerda, Rába Roland, Székhelyi József, Török Illyés Orsolya, Turek Miklós
- Rousseau álmai

Henri Rousseau a naiv festészet francia mestere, aki szürrealista élményeket jelenített meg a bemutatott képeken (pl.A kígyó-Bűvölő, Az alvó cigánylány stb.). Elismerésre méltó pillanat-alakítások láthatóak a rövidfilmben.
Szereplők: Hajdú Miklós, Hajdú Szabolcs, Kolovratnik Krisztián, Török Illyés Orsolya, Turek Miklós
- Bruegel álmai

Pieter Bruegel híres flamand festő. A kisfilmben szereplő "Flamand közmondások" című művét kedves, játékos humorral elevenítik meg az alkotók és színészek. Ezen a képen a táj ábrázolása mellett megjelennek a paraszti élet hétköznapjai is.
Szereplők: Benkő Nóra, Buza Tímea, Elek Ferenc, Hajdú Szabolcs, Kolovratnik Krisztián, Török Illyés Orsolya

## Képek

Renoir: A két nővér
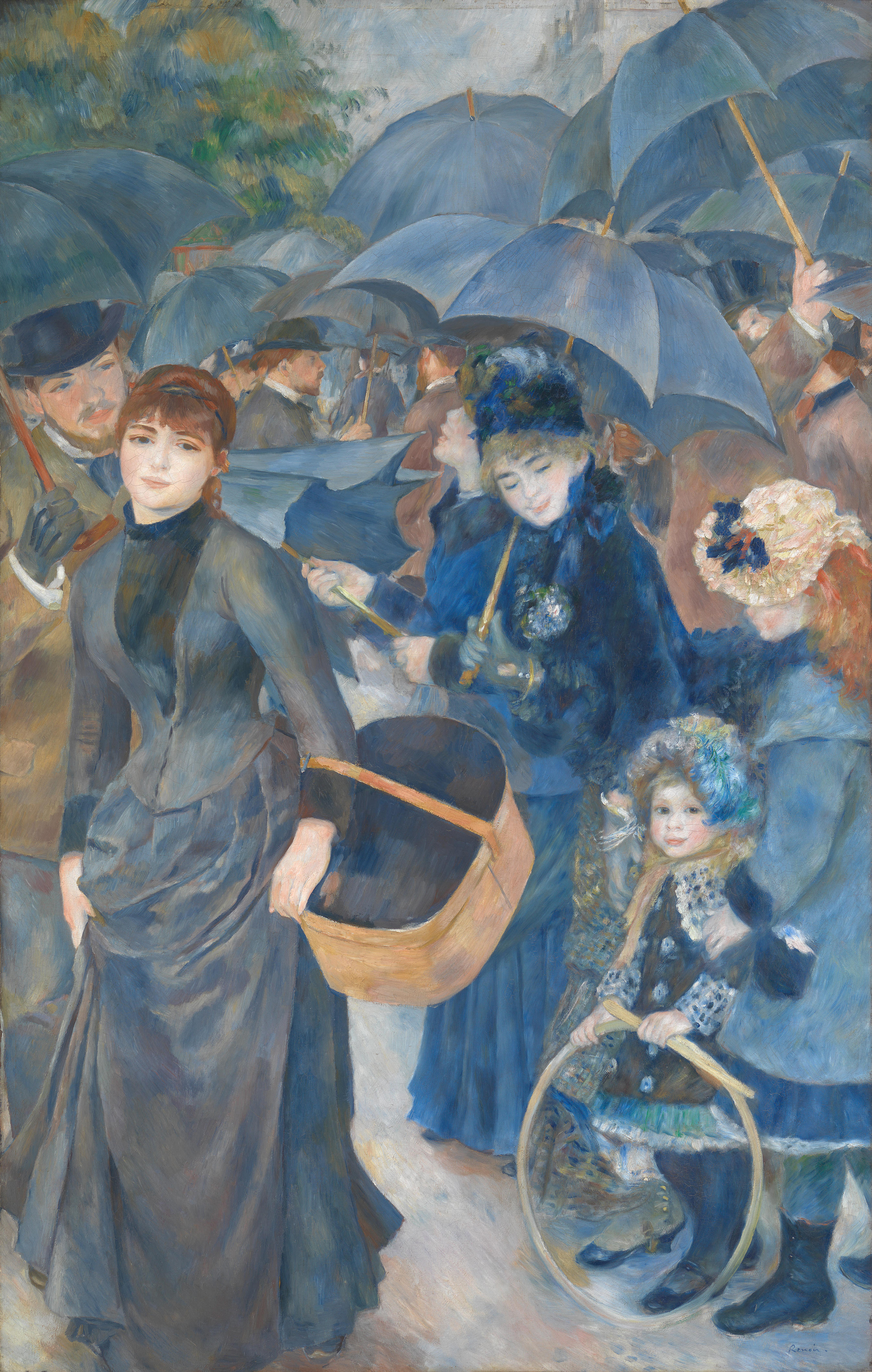
Renoir: Az esernyők
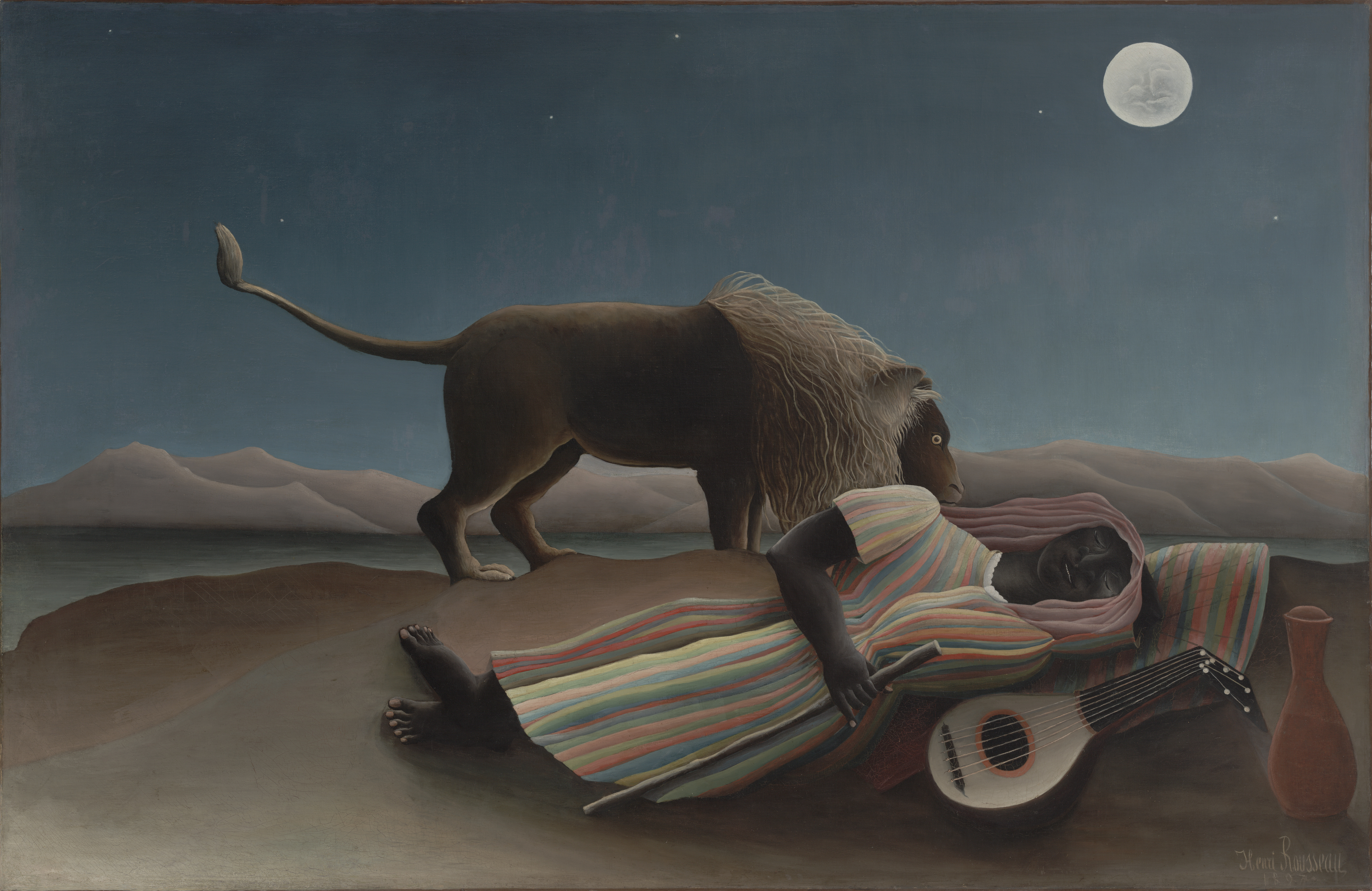
Henri Rousseau:Alvó cigánylány
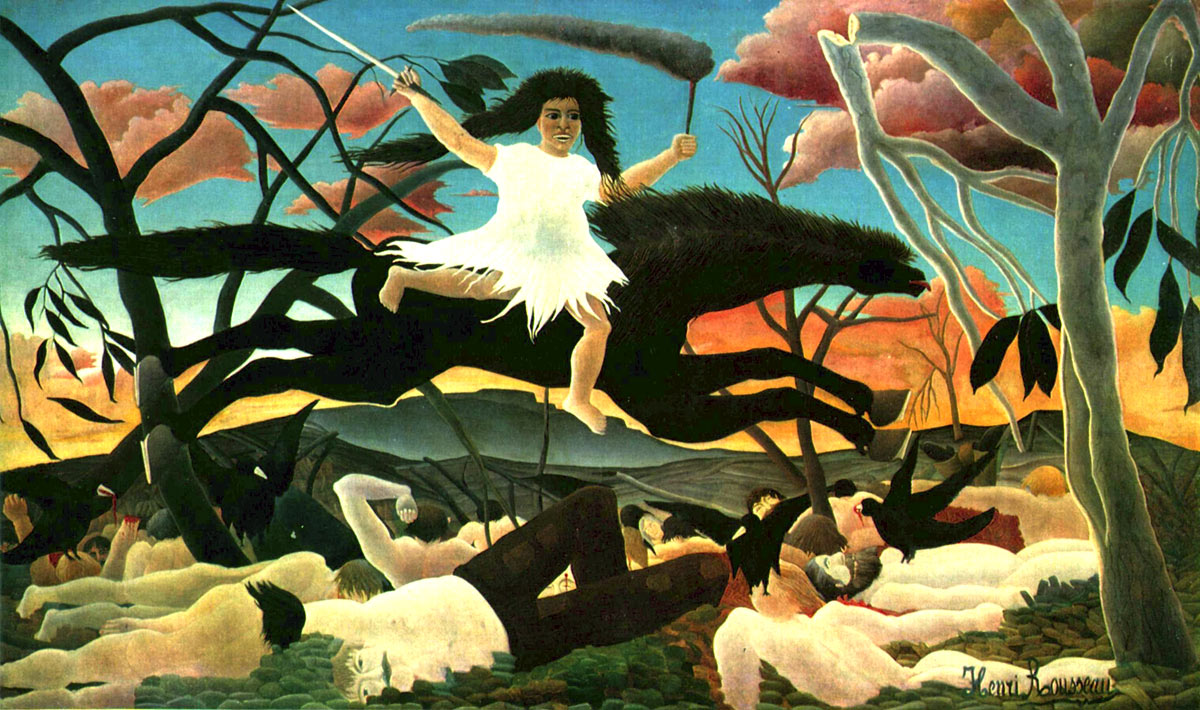
Henri Rousseau:La guerre- A háború
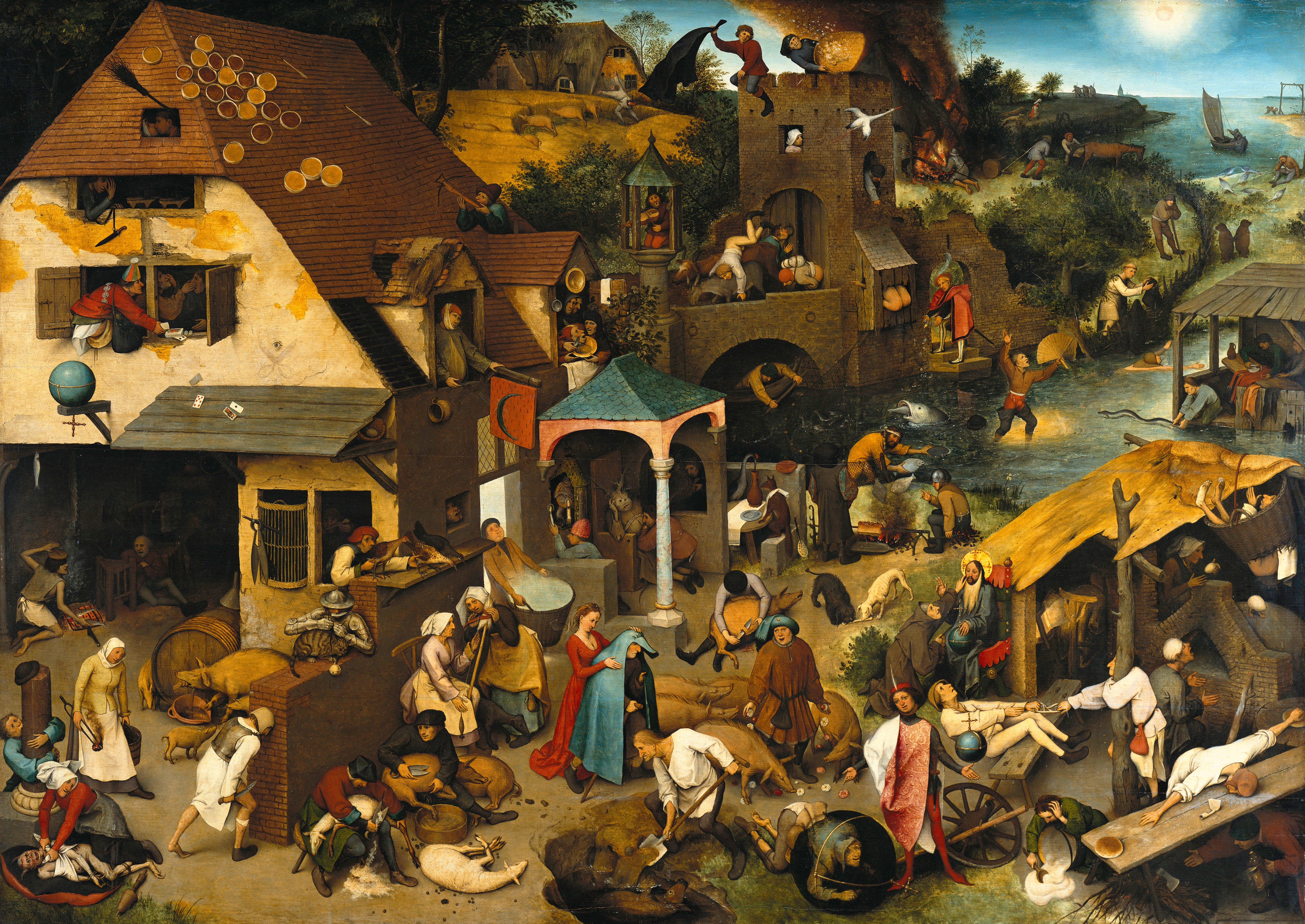
Pieter Brueghel the Elder:Flamand közmondások
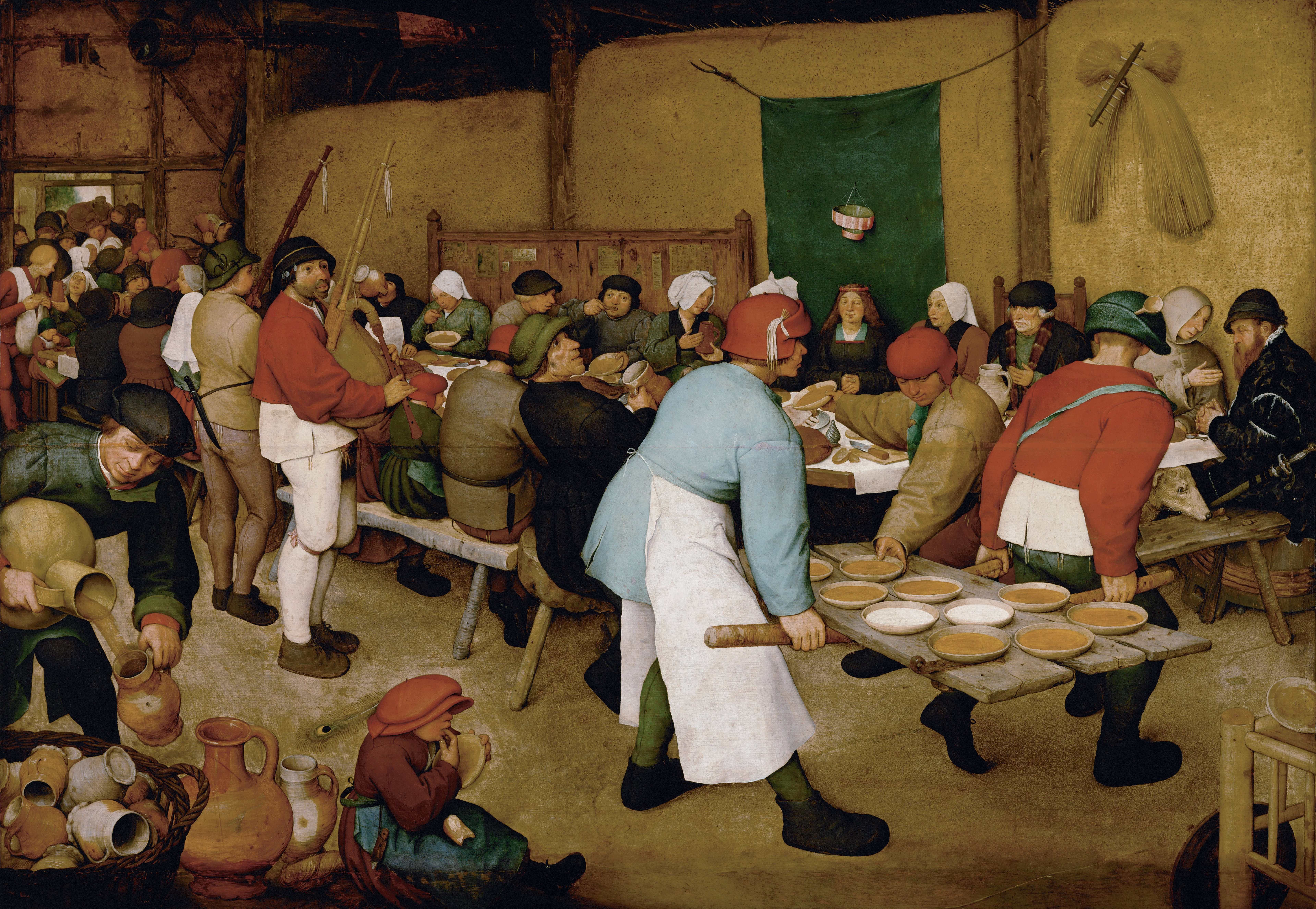
Pieter Brueghel the Elder:Paraszti esküvő

## Bemutatók és elismerések
- 2003: Tarka képzelet – Renoir álmai (kísérleti kisjátékfilm)

34. Magyar Filmszemle, 2003
- Legjobb kísérleti film rendezői díja
- Legjobb kísérleti kisjátékfilm diákzsűri különdíja

Legjobb kísérleti film: Antalya International Filmfestival, Törökország, 2003
Illyés közalapítvány díja: Alternativ Filmfestival, Marosvásárhely, Románia, 2003
Ezüst remi díj: Worldfest, Houston, USA, 2004
- 2004: Tarka képzelet – Flamand közmondások – Bruegel álmai (kísérleti kisjátékfilm)
- 2004: Tarka képzelet – Rousseau álmai (kísérleti kisjátékfilm)

## Támogatók
A dvd-kiadvány megjelenését támogatták: 
- Nemzeti Kulturális Örökség Minisztériuma a Nemzeti Kulturális Alap letéteiből és a
- Magyar Mozgókép Közalapítvány.